# Генерал-адмирал (броненосен крайцер)
Генерал-адмирал (на руски: Генерал-Адмирал) e броненосен крайцер (полуброненосна фрегата) на Руския императорски флот.

## История на проекта
Това е първият в света океански броненосен крайцер. Построен е по проект на адмирал Андрей Александрович Попов и корабните инженери Иван Сергеевич Дмитриев и Николай Евлампиевич Кутейников на стапелите на Завода Семянников и Полетики Архив на оригинала от 2016-07-01 в Wayback Machine. (в литературата се среща също така и погрешното твърдение, че корабът е строен в Охтенското адмиралтейство). Строежът на кораба се води от английския корабостроител Бейн, а след смъртта му, през 1873 г., от руския майстор Пьотр Акиндинович Титов. Контрол над строежа осъществява корабния инженер капитан Николай Александрович Суботин.

## История на службата
През 1892 г. преминава основен ремонт.
През 1906 г. е преквалифициран на учебен кораб. На 12 октомври 1909 г., поради физическото си и морално износване е преквалифициран на минен заградител и преименуван на „Нарова“.
В периода 1914 – 1918 г., в хода на Първата световна и гражданската войни участва в поставянето на минни заграждения. На 25 октомври 1917 г. влиза в състава на Червения Балтийски флот. На 12 април 1918 г. е изоставен в Хелсингфорс и интерниран от германските войски. На 14 май 1918 г., според условията на Брестския мирен договор, преминава в Кронщад.
През 1924 г. е преименуван на „25 Октября“. Като плаваща база участва във Великата Отечествена война. Изключен е от списъците на флота на 28 юли 1944 г., изоставен е във Въглищния залив, по-късно потъва. Разкомплектован за метал през 1953 г.

## Командири на кораба
- ??.??.1877 – ??.??.1881 капитан 1-ви ранг Василий Фьодорович Серков
- 30.08.1883 – 01.01.1886 капитан 1-ви ранг Сергей Петрович Тиртов
- 24.02.1886 – 07.03.1888 капитан 1-ви ранг Модест Михайлович Дубровин
- 01.01.1889 – 01.01.1890 капитан 1-ви ранг Николай Николаевич Ломен
- 01.01.1890 – 15.04.1891 капитан 1-ви ранг Андрей Карлович Деливрон[2]
- 05.04.1892 – ??.??.189? капитан 1-ви ранг Пьотър Алексеевич Безобразов
- ??.??.1898 – ??.??.1899 капитан 1-ви ранг Николай Александрович Беклемишев
- 06.12.1899 – 24.08.1900 капитан 1-ви ранг Мануил Василиевич Озеров
- 20.09.1902 – 19.04.1904 – капитан 1-ви ранг Николай Викторович Юнг.
- 05.1904 – 09.1905 – капитан 1-ви ранг Хенрих Фадеевич Цивински.
- 26.08.1905 – 18.09.1905 – капитан 2-ри ранг Станислав Францевич Василковски.
- ??.??.1907 – ??.??.1907 капитан 2-ри ранг Георгий Петрович Пекарский
- ??.??.19??—??.??.19?? капитан 1-ви ранг Евгений Карлович Крафт
- 02.10.1913 – ??.05.1915 капитан 2-ри ранг Михаил Илич Николский
- ??.05.1915 – ??.08.1915 капитан 2-ри ранг Сергей Николаевич Власев
- ??.12.1934 – ??.12.1936 Александр Дмитриевич Виноградов